# يريكا (كاليفورنيا)
يريكا (بالإنجليزية: Yreka)‏ هي إحدى مدن مقاطعة سيسكييوو، كاليفورنيا. تم إعطاءها لقب مدينة في 21 أبريل، 1857.

## المناخ
يظهر الجدول التالي التغييرات المناخية على مدار السنة ليريكا:
| البيانات المناخية لـيريكا           | البيانات المناخية لـيريكا | البيانات المناخية لـيريكا | البيانات المناخية لـيريكا | البيانات المناخية لـيريكا | البيانات المناخية لـيريكا | البيانات المناخية لـيريكا | البيانات المناخية لـيريكا | البيانات المناخية لـيريكا | البيانات المناخية لـيريكا | البيانات المناخية لـيريكا | البيانات المناخية لـيريكا | البيانات المناخية لـيريكا | البيانات المناخية لـيريكا |
| الشهر                               | يناير                     | فبراير                    | مارس                      | أبريل                     | مايو                      | يونيو                     | يوليو                     | أغسطس                     | سبتمبر                    | أكتوبر                    | نوفمبر                    | ديسمبر                    | المعدل السنوي             |
| ----------------------------------- | ------------------------- | ------------------------- | ------------------------- | ------------------------- | ------------------------- | ------------------------- | ------------------------- | ------------------------- | ------------------------- | ------------------------- | ------------------------- | ------------------------- | ------------------------- |
| الدرجة القصوى °ف (°م)               | 66 (19)                   | 74 (23)                   | 81 (27)                   | 96 (36)                   | 103 (39)                  | 109 (43)                  | 112 (44)                  | 110 (43)                  | 107 (42)                  | 95 (35)                   | 87 (31)                   | 66 (19)                   | 112 (44)                  |
| متوسط درجة الحرارة الكبرى °ف (°م)   | 45.9 (7.7)                | 51.4 (10.8)               | 58.0 (14.4)               | 63.8 (17.7)               | 73.2 (22.9)               | 81.8 (27.7)               | 91.8 (33.2)               | 91.2 (32.9)               | 83.1 (28.4)               | 70.0 (21.1)               | 52.8 (11.6)               | 44.7 (7.1)                | 67.3 (19.6)               |
| المتوسط اليومي °ف (°م)              | 35.4 (1.9)                | 39.0 (3.9)                | 44.0 (6.7)                | 48.9 (9.4)                | 56.7 (13.7)               | 63.9 (17.7)               | 71.8 (22.1)               | 70.8 (21.6)               | 63.5 (17.5)               | 52.7 (11.5)               | 40.8 (4.9)                | 34.6 (1.4)                | 51.8 (11.0)               |
| متوسط درجة الحرارة الصغرى °ف (°م)   | 24.9 (−3.9)               | 26.5 (−3.1)               | 29.9 (−1.2)               | 33.9 (1.1)                | 40.1 (4.5)                | 45.9 (7.7)                | 51.7 (10.9)               | 50.4 (10.2)               | 43.8 (6.6)                | 35.3 (1.8)                | 28.8 (−1.8)               | 24.4 (−4.2)               | 36.3 (2.4)                |
| أدنى درجة حرارة °ف (°م)             | −11 (−24)                 | −11 (−24)                 | 0 (−18)                   | 17 (−8)                   | 20 (−7)                   | 26 (−3)                   | 34 (1)                    | 33 (1)                    | 20 (−7)                   | 7 (−14)                   | 1 (−17)                   | −11 (−24)                 | −11 (−24)                 |
| الهطول إنش (مم)                     | 3.09 (78)                 | 2.07 (53)                 | 1.63 (41)                 | 1.27 (32)                 | 1.31 (33)                 | 0.97 (25)                 | 0.55 (14)                 | 0.36 (9.1)                | 0.54 (14)                 | 1.11 (28)                 | 2.92 (74)                 | 3.97 (101)                | 19.79 (503)               |
| متوسط تساقط الثلوج إنش (سم)         | 3.7 (9.4)                 | 2.6 (6.6)                 | 0.9 (2.3)                 | 0.2 (0.51)                | 0 (0)                     | 0 (0)                     | 0 (0)                     | 0 (0)                     | 0 (0)                     | 0.1 (0.25)                | 1.3 (3.3)                 | 3.7 (9.4)                 | 12.4 (31)                 |
| متوسط أيام هطول الأمطار (≥ 0.01 in) | 13.2                      | 9.7                       | 10.3                      | 8.7                       | 7.6                       | 4.6                       | 3.0                       | 2.5                       | 2.7                       | 5.3                       | 11.4                      | 12.7                      | 91.7                      |
| متوسط الأيام المثلجة (≥ 0.1 in)     | 2.0                       | 1.2                       | 0.5                       | 0.2                       | 0                         | 0                         | 0                         | 0                         | 0                         | 0                         | 0.8                       | 1.8                       | 6.7                       |
| المصدر: NOAA                        |                           |                           |                           |                           |                           |                           |                           |                           |                           |                           |                           |                           |                           |

## أعلام
- إريك بينيت
- ريتشي مايرز